# Marla Freire
Marla Fabiola Freire Smith (Quilpué, 29 de diciembre de 1981) es una artista visual chilena, feminista e investigadora en arte contemporáneo y cultura visual. Su trabajo teórico y visual desarrolla cruces entre memoria, identidad y feminismos.

## Biografía
Artista visual chilena nacida el año 1981. Licenciada en Arte de la Universidad de Playa Ancha de Ciencias de la Educación de Chile el año 2007. Es Máster en Escenografía en la Universidad Complutense de Madrid (2009), Máster en Historia del Arte Contemporáneo y Cultura Visual (2010) y es Experta en Docencia Universitaria (2012), ambas titulaciones otorgadas por la Universidad Autónoma de Madrid. Es también Doctora en Historia y Teoría del Arte, por la Universidad Autónoma de Madrid (2015).
Ha transitado y expuesto su obra en distintos espacios, países y contextos: desde investigaciones a imágenes, arte de acción e intervenciones de espacio. Desde el año 2009 forma parte de la Colección de Arte Contemporáneo Château des Réaux, en Francia, y de colecciones particulares. Ha realizado talleres de performance con Alexander del Re, Jamie McMurry, Helge Meyer y Ben Patterson ( perteneciente al movimiento Fluxus). Comprometida con la equidad de género y la valoración de las Artes y Humanidades, es miembro de la Red de Investigadoras (RedI) y de la Asociación de Artes y Humanidades (A&H).

## Obra
Como académica y artista visual feminista, Marla Freire desarrolla en sus investigaciones y obras, conceptos centrales como memoria(s), identidad(es), territorio y poder. Ideas que se superponen y transitan desde los estudios de género, historias del cuerpo, arte como activismo, arte de acción, usos del espacio y políticas corporales.
Marla Freire sitúa su práctica tomando conciencia de lo que implica “hacer” con el cuerpo a través de imágenes, del teatro o del arte de acción, persistiendo en la idea central de su trabajo que vincula al cuerpo desde una mirada políticamente crítica, en sus palabras: “(el cuerpo) es un reflejo de lo que ocurre en la sociedad, que sirve también para demarcar lugares o situaciones. Incluso, en ocasiones, puede develarse como cuerpo de conflicto y comportarse como un posible territorio de confrontaciones y negociaciones: un arma".

El año 2005, realizó una intervención espacial compuesta por 50 zapatos de tacón rojos y negros, fabricados completamente en papel maché que desafiaban la gravedad al caminar por los muros de la Galería de Arte  del Centro de Extensión de la Pontificia Universidad Católica de Chile, Lilith es el nombre de ésta emblemática obra que pone en jaque el tema del matriarcado y la pugna de concebir un rol determinado como mujeres, en cuanto a dispositivo social respecto de lo que la sociedad espera para ellas y lo que realmente son (y quieren ser). Respecto de esta obra, el crítico de arte Waldemar Sommer, ha señalado: 
“(…) vale la pena conocerla. Nos referimos a la obra de Marla Freire. Alumna, como sus demás compañeros aquí, de Nancy Gewölb, en la Quinta Región, nos propone con gracia e inventiva encantadoras un conjunto de zapatos rojos. Verdadero arquetipo de coquetería femenina, estos objetos se multiplican sobre el muro de la sala universitaria en una trayectoria segura al comienzo, luego cada vez más confusa. Pero el humor irónico de esta obra alcanza también a la instaladora vecina (…)".
En el año 2008, Marla Freire viaja fuera de Chile para realizar estudios de postgrado, llevándose consigo esta obra y transformándola, sacando los tacones rojos y negros de las galerías de arte hacia diferentes emplazamientos urbanos, realizando la obra Camino al andar.
En el año 2007 ganó un concurso de performance abierto a mujeres artistas de Latinoamérica y representa a Chile en el “I Festival Internacional de Arte de Performance de mujeres: Ensemble of women", organizado por Perfopuerto y Centro Cultural Matucana100, con su obra "Ni una más" en alusión a las violencias contra las mujeres, centrándose en el femicidio. "Ni una más" fue una obra de arte acción que emplaza al espectador a ser más que un observador pasivo, involucrándolo de manera activa, directa y física durante la performance, logrando “convertir un espacio a través de la acción, involucrando al otro/a y sumándole al sentido de pertenencia de la obra".
Respecto del carácter íntimo de la obra de Marla Freire, Nancy Gewölb ha señalado: “(…) Marla Freire resuelve su obra de una manera distinta e imprevisible, lo que da a su obra una nueva dimensión, fabricando narrativas cuasi teatral que se enfrenta con el deseo como estado del ser primigenio y único (…).
Actualmente, trabaja desde el arte de acción manteniendo los elementos iniciales: zapatos de tacón en papel maché y cabello humano, a través del bordado de diversas frases y conceptos al tiempo que realiza investigaciones en el campo de la teoría y la historia del arte.

## Premios
- 2014: Tesis doctoral premiada por el Museo de la Memoria y los Derechos Humanos, Chile.[7]
- 2011-13: Beca de Investigación, Formación y Apoyo UAM. Programa de Formación Docente para la Unidad de Calidad y Formación, Vicerrectorado de Personal Docente e Investigador, Universidad Autónoma de Madrid, España.
- 2010-11: Beca Patronos Internacionales. Museo Nacional del Prado, España.[8]
- 2009-11: Beca de Formación y Apoyo, Centro Cultural La Corrala Museo de Artes y Tradiciones Populares. Universidad Autónoma de Madrid, España.
- 2008-09: Beca Mérito Académico. Dirección General del Máster de Escenografía, Universidad Complutense de Madrid, España.
- 2007: Festival Internacional de Arte de Performance “Ensemble of Women”. Centro Cultural Matucana 100, Santiago, Chile.[9]

## Participación en exposiciones de arte, festivales y ciclos culturales
2018
- “Festival Internacional de Performance de Mujeres CuerpAs 4”, Perfolink, en Sala AIEP, Santiago de Chile. Obra: “Campo de batalla”.[10]
- I Jornadas de la Red de Estudios de México, Centroamérica y el Caribe (ReMCyC), Pontificia Universidad Católica de Chile. Posteriormente a la presentación de la obra, se realiza conversatorio en torno a ella y a mi producción visual completa. Obra: “Cuerpo Mestizo”.[11]
- I Congreso Red de Historiadoras Feministas, Biblioteca de Santiago. Obra: Tejidos de filiación y tiempo: herstory (bordado con cabello de mujeres).

- "Máquina Mistral/Cuerpos de la letra, figuras en tensión” en Sala Museo Gabriela Mistral del Archivo Andrés Bello de la Universidad de Chile. Invitación especial. Dirección y Curatoría de Samuel Ibarra Covarrubias. Obra: Nombrar la madre.

2017
- Muestra colectiva de performance/arte de acción: “Ejercicios de realidad Archivado el 13 de noviembre de 2018 en Wayback Machine.”, organizada y producida por Perfolink en Parque Cultural de Valparaíso, Chile. Curatoría de Alexander del Re y Mauricio Vargas. Obra: Pacta Sunt Servanda (Lo pactado obliga).
- Exposición colectiva “Mujeres creadoras: pintando rebeldías” en I Encuentro Internacional Ciberfeminista para recaudar fondos a favor de la Escuela de Alfabetización Feminista Mujeres de Frente. Universidad Central del Ecuador y la Universidad Andina Simón Bolívar, Ecuador. Obras: Lee mis labios, Camino al andar e Instrucciones para conseguir un empleo.

2016
- "VI Bienal de Arte de Acción DEFORMES: “La calle para no callar”. Universidad ARCIS y Museo de Arte Contemporáneo de la Universidad Austral de Chile. Invitación especial. Curatoría de Gonzalo Rabanal. Obra: Cuerpo Frontal.

2012
- I Ciclo global de videoarte y video performance [CicloNómada], colectivo [SantaEngracia] artes integradas. CSA La Tabacalera Madrid, España. Obras: BubleQueer y Ni una más.

2011
- Exposición colectiva de registros fotográficos en Festival Internacional de Performance y video acción MINAS EN MARCHA Santiago de Chile. Curatoría a cargo de Colectivo Nichoecológico. Obra: Ora et Labora (reza y trabaja).
- CLOSE UP Vallarta, Festival Internacional de Video Creación. Teatro Vallarta, México. Selección mediante concurso. Obra: BubleQueer.

2010
- “Conmemoración del 25 de noviembre, día contra la violencia de género”. Exposición colectiva, Vicerrectorado de la Universidad Complutense de Madrid. Selección mediante concurso. España. Obra: Todas íbamos a ser reinas.
- Festival Internacional de Performance y video acción “MINAS: Cicatrices de la Memoria”. Colectivo Nichoecológico y MINAS 2010. Museo de Arte Contemporáneo y Galpón Víctor Jara. Chile. Obra: Rastreando la memoria.
- Festival Internacional de Videoarte, OPTICA FESTIVAL 2010, Francia. Invitación especial. Obra: BubleQueer.
- III Festival Internacional de Video Arte de Camagüey, Cuba. Selección mediante concurso. Obra: BubleQueer.
- Flying colectiva de dibujos presentada en Mill Gallery, Selección mediante concurso. Nyíracsád, Hungría.
- “Mail me Art Two. Going postal with the world ́s best ilustrators and designers”, Selección mediante concurso. The Red Gate Gallery, Reino Unido. Obra: S/t.

2009
- Festival de Vídeo acción “Cuerpo Virtual; Tiempo virtual”, Zona de Arte, Argentina. Obra: Ora et Labora.

2008
- V Encuentro de arte de acción AcciónMAD!08 junto a Ben Patterson (Fluxus). Selección mediante concurso. Sala Off Limits, España. Obra: S/t.

2007
- Festival Internacional de Arte de Performance “Ensemble of Women”. Centro Cultural Matucana 100, Chile. Curatoría de Perfopuerto.Obra: Ni una más.
- Festival de Performance MINAS: multidisciplinas corporales. Género y Política. Museo de la Educación Gabriela Mistral, Santiago de Chile. Invitación especial. Obra: La ropa sucia no se lava en casa.
- II Feria de Artes Visuales y Espacios Públicos, Concepción, Chile. Proyecto Biocentenario. Realiza conferencia inaugural y performances. Invitación especial. Obra: La ropa sucia no se lava en casa.
- "Mujeres vistas por Mujeres, una mirada de género", III edición de la exposición fotográfica organizada por el colectivo Ciudad de Mujeres, Tenerife, España. Obra: S/t.
- Muestra Internacional de Arte Digital (M.I.A.D.). Museo de Bellas Artes Rosa 	Galisteo de Rodríguez, Argentina. Obra: “Lilith”.

2006
- Exposición individual: Trayecto Travestido. Sala de exposiciones Balmaceda Arte Joven, Valparaíso, Chile.

2005
- “De otro lugar”, Galería de Arte Centro de Extensión Pontificia Universidad Católica de Chile. Obra: “Lilith”.
- XVI “Arte en Vivo”. Museo Nacional de Bellas Artes, Santiago, Chile.
- “Colectiva”. Intervención en el Palacio Castellón. Concepción, Chile. Instalación y arte de acción. Obra: Intervención.

### Libro
- Artesanía Naranja: Un desafío para las políticas públicas locales. Santiago de Chile: M. Freire, junio de 2017. Registro de Propiedad Intelectual: 279594. ISBN: 978-956-368-826-9.

### Publicaciones en Línea
- [http://www.museovicunamackenna.cl/647/articles-87476_archivo_01.pdf (enlace roto disponible en Internet Archive; véase el historial, la primera versión y la última). La influencia política e intelectual de Victoria Subercaseaux. Una revisión histórica necesaria], Investigación realizada para el Área de Colecciones Digitales del Servicio Nacional del Patrimonio Cultural (ex DIBAM) dependiente del Ministerio de las Culturas, las Artes y el Patrimonio.
- Retazos de memoria: reflexiones en torno a Connection>Europa II, Festival internacional de arte de performance. Perfolink, junio de 2018.
- En el nombre de la madre (o por qué es importante construir genealogías). Feminopraxis, sección Miscelánea, abril, 2018.

- (De)construir la tradición. Acerca de las otras historias del arte. (IV Parte). Visibilizando artistas chilenas (o por qué es necesaria una Editatón de Mujeres Artistas). Revista de Arte Contemporáneo y Nuevas Tendencias Escáner Cultural. N.º 199, marzo de 2017. Santiago de Chile. ISSN 0719-4757.

- La insurrección del cuerpo en dictadura. La influencia de Diamela Eltit y Pedro Lemebel, Revista Historia Autónoma N° 8, Universidad Autónoma de Madrid, España.e-ISSN: 2254-8726. Pp. 133-147. (LATINDEX y Clasificación Integrada de Revistas Científicas). DOI: http://dx.doi.org/10.15366/rha2016.
- (De)construir la tradición. Acerca de las otras historias del arte. La historia no puede considerarse un suelo firme (III parte). Revista de Arte Contemporáneo y Nuevas Tendencias Escáner Cultural. N.º 188, Enero2016. Santiago de Chile.ISSN 0719-4757.

- (De)construir la tradición. Acerca de las otras historias del arte. Genios, cuestionamientos y un nombre propio (II parte). Revista de Arte Contemporáneo y Nuevas Tendencias Escáner Cultural. N.º 187, diciembre de 2015. Santiago, Chile.ISSN 0719-4757.
- (De)construir la tradición. Acerca de las otras historias del arte (I parte). Revista de Arte Contemporáneo y Nuevas Tendencias Escáner Cultural. N.º 186, noviembre de 2015. Santiago, Chile.ISSN 0719-4757.
- Acerca de la experiencia estética y el valor de las subjetividades. Revista de Arte Contemporáneo y Nuevas Tendencias Escáner Cultural. N.º 181, junio de 2015. Santiago, Chile.ISSN 0719-4757.

- Cuerpo a cuerpo: breves reflexiones desde lo estético a lo político. Portal de Arte y Cultura Homines. Febrero 2012. España.

- De la repulsión, el deseo y la provocación en el arte contemporáneo. Portal de Arte y Cultura Homines. Enero 2011. España.

- Ocupaciones del espacio. Usos y ficción(es) de la memoria. Portal de Arte y Cultura Homines. Octubre  2011. España.
- Habitar la palabra: Estética y disidencia en la obra de Pedro Lemebel, Revista La Panera, N° 70, Galería Patricia Ready, editado por la Corporación Cultural Arte+, abril de 2016, pp. 11.

- Datos: Q58980306